# レジー・キャノン
レジー・キャノン（Reggie Cannon 、1998年6月11日 - ）は、アメリカ合衆国出身の同国代表プロサッカー選手。ポルトガル・EFLチャンピオンシップ・クイーンズ・パーク・レンジャーズFC所属。ポジションはDF。

## クラブ経歴
2016年12月、カリフォルニア大学ロサンゼルス校を中退し、ユース時代を過ごしたFCダラスとホームグロウン契約を締結した。
2017年6月14日、USオープンカップのタルサ・ラフネックズ戦でスタメン出場しプロデビュー。
2020年9月9日、ボアヴィスタFCに移籍した。
2023年9月6日、クイーンズ・パーク・レンジャーズFCに4年契約で移籍した。

## 代表歴
2018年10月16日、ペルー代表との親善試合で代表戦初出場。2021年6月9日、コスタリカ代表との親善試合で代表初ゴールを決めた。

## 人物
祖父は大気科学者のウォーレン・ワシントン。